# Гребля Муруані
Гребля Муруані - гравітаційна кам'яно-накидна гребля що перетинає ваді Муруані, у провінції Мекка, Саудівська Аравія. Розташована приблизно в 100 км на північний-схід від Джидди та приблизно за 50 км до північно-заходу Економічне місто король Абдалла. 
Кошторисна вартість будівництва 263 млн. SR. Будівництво виконувала Yuksel Insaat Saudia Co. Ltd., дочірня компанія турецької компанії Yüksel Holding AŞ..   Будівництво греблі розпочалося в 2004 році і було завершено в квітні 2010 року.. Гребля Муруані є частиною проекту саудівського уряду, який має на меті побудувати п'ять гребель з контрактною вартістю близько 1 млрд SAR.
Основна мета будівництва греблі є боротьба з повенями, через раптові повені, які відбуваються час від часу в регіоні.

## Гребля
Кам'яно-накидна гребля Муруані має 102 (91 або 101) м заввишки (висота над рівнем фундаменту) і 1,012 м завдовжки. Об'єм греблі - 6000000 м³. Правобережна дамба має 575 м завдовжки (заввишки 102 м), лівобережна дамба завдовжки 437 м (заввишки 30 м). Гребля має водозлив , який розташований між двома греблями. Герметичність досягається за допомогою асфальту, для чого було використано 80000 тонн асфальту.

## Водосховище
При повному заповненні водосховища об'єм води складає 150 mio. m³. Щорічний водозбір у водосховище становить 31 млн. м³; близько половини цієї води буде використовуватися нижче за течією на заводі з очищення води. Вода, що залишилася буде зберігатися у водосховищі, постачатися до підземного резервуару або буде втрачено через вільне випаровування з поверхні..